# Agatha Barbara
Agatha Barbara (Żabbar , 11 maart 1923 – aldaar, 4 februari 2002) was een Maltese politica. Barbara was lid van de Malta Labour Party en lid van het Maltese Parlement. Van 1982 tot 1987 was zij de eerste vrouwelijk president van Malta.

## Biografie
Barbara werd geboren in de plaats Żabbar. Haar vader Joseph was schipper van een sleepboot bij de Britse marine. Haar moeder Antonia zorgde thuis voor de negen kinderen, waarvan Agatha het tweede kind en de eerste dochter was. Zoals velen van zijn generatie was hij analfabeet en om promotie te kunnen maken moest hij de verkeersregels op zee leren, wat hij deed door zijn dochter alles voor te laten lezen totdat hij alles uit zijn hoofd had geleerd. Hij kreeg de promotie, maar omdat zijn superieuren zijn werkwijze ontdekten, behield hij het oude salaris.
Gedurende het begin van de Tweede Wereldoorlog ging Barbara naar de middelbare school. Tijdens de oorlog moest Barbara de middelbare school verlaten en werd ingezet om te waarschuwen voor luchtaanvallen. Later werd ze ook opzichter bij een van de gaarkeukens die door de Britse defensie werd opgezet om de bevolking van voedsel te voorzien. Na de oorlog ging ze les geven aan het Flores College en werd ook aangetrokken door de ontluikende vraag om onafhankelijkheid van het Verenigd Koninkrijk. 

### Politieke carrière
Barbara werd lid van de Partit Laburista (Arbeiderspartij). De partij was tegen onafhankleijkheid, maar voor meer zelfstandigheid. In 1947 werd ook een nieuwe grondwet aangenomen, met deze nieuwe grondwet kregen vrouwen ook stemrecht. Barbara was ook kandidaat voor een zetel in de Il-Kamra tar-Rappreżentantion, en bemachtigde deze ook, net als de daarop volgende 34 jaar. In 1955 werd zij de eerste vrouwelijke minister. Door president Mintoff werd zij aangewezen tot Minister van Onderwijs. Zij bleef in deze functie tot 1958. Haar belangrijkste wapenfeit werd de verplichting voor kinderen dat zij tot de leeftijd van 14 jaar leerplichtig werden. De wet trad in september in, slechts 5 maanden nadat het voorstel werd aangenomen. Om zoveel mogelijk kinderen van onderwijs te voorzien, werden ook de eerste scholen voor slechtziende en slechthorende leerlingen geopend en werd er in schoolvervoer voor alle leerlingen voorzien. Om alle nieuwe leerlingen te kunnen plaatsen, werden er 44 nieuwe scholen gebouwd. Ook liet zij middelbare scholen verplichten om lessen natuur- en scheikunde open te stellen voor zowel jongens als meisjes. Barbara heeft zelf als meisje deze lessen niet bij kunnen wonen. In 1956 werden er ook scholen geopend voor mensen met een mentale handicap.
In het midden van de jaren '50 had de MLP nog het standpunt dat het een echt samengaan met het Verenigd Koninkrijk voorstond. Malta zou dan een land binnen het Verenigd Koninkrijk worden, vergelijkbaar met Schotland en Wales en ook vertegenwoordigd gaan worden in het Lagerhuis. Omdat zowel de Nationalistische partij als de Katholieke Kerk tegen dit plan waren, ging het niet door. Partijen kwamen niet nader tot elkaar, waardoor er een patstelling ontstond. President Mintoff trad af en riep de Maltezen op om zich in te gaan zetten voor onafhankelijkheid. Het zelfbestuur werd daarop op 24 april 1958 door het Verenigd Koninkrijk opgeheven en de eilanden werden voortaan weer direct bestuurd door Londen. In 1958 werd Barbara gearresteerd omdat zij bij een demonstratie een ambulance gehinderd zou hebben. De bezettingssituatie zou nog tot 1962 aanhouden. Twee jaar later kreeg de archipel onafhankelijkheid, maar bleef wel een lid van de Brits Gemenebest. Tot 1971 bleef de MLP oppositie voeren. Dat jaar kwam voormalig president Mintoff terug als minister-president en Barbara werd opnieuw benoemd tot Minister van Onderwijs. In haar tweede termijn als minister verhoogde ze de leerplichtleeftijd van 14 naar 16 jaar. Ook ditmaal kwamen er nieuwe scholen bij: een voor handel en een voor technisch onderwijs. Scholen voor deze types onderwijs werden op de eilanden Malta en Gozo geopend. Barbara liet ook schoolgeld voor universiteiten afschaffen en de armste gezinnen kregen onkostenvergoedingen voor hun schoolgaande kinderen. Van 1971 tot en met 1978 was Barbara naast minister ook een aantal keren waarnemend minister-president.
Vanaf 1974 werd zij door Miltoff benoemd tot Minister van Arbeid, Cultuur en Welzijn. Een van haar nieuwe wetten was dat werkgevers aan mannen en vrouwen hetzelfde loon moesten betalen voor hetzelfde werk. Ook zorgde zij voor zwangerschapsverlof, 40-urige werkweek, pensioen en werkloosheidsuitkeringen.
Malta werd in 1974 een onafhankelijke republiek met een door het parlement gekozen president. De president heeft uitvoerende macht, maar deze ligt desondanks voornamelijk bij de minister president.

### Presidentschap
Barbara werd op 16 februari 1982 aangewezen als president, waarbij zij ook haar parlementszetel aan haar partij teruggaf. Barbara werd met haar benoeming de derde persoon in deze functie en de eerste vrouw. Gedurende haar ambtstermijn wist zij alle ceremonies waar de Britten bij betrokken waren af te slaan, als reactie op haar gevangenisstraf in 1958. In 2014 werd Marie-Louise Coleiro Preca de tweede vrouwelijke president van het land. Na haar aftreden in 1987 ging zij met pensioen en verhuisde naar Żabbar.

## Privé
Barbara is nooit getrouwd geweest en is tevens kinderloos gestorven. Ze overleed op 4 februari 2002 in haar woning in Żabbar. Ze werd 78 jaar oud. Haar requiem werd gehouden in de Sint-Janscokathedraal in Valletta, waarna zij een staatsbegrafenis kreeg op de begraafplaats van Żabbar.

## Eerbetoon
Barbara ontving zowel in haar thuisland Malta als daarbuiten verschillende prijzen en eerbewijzen.

### Eerbetoon in Malta
- Malta: Companion of Honor in de Orde van Verdienste (1990) van rechtswege als voormalig president van Malta
- In 1986 werd een nieuwe serie van de Maltese lire uitgebracht. Op de biljetten van 2, 5, 10 en 20 lire kwam de beeltenis van Barbara te staan.
- Anton Agius heeft een sculptuur ontworpen dat in Żabbar geplaatst werd
- In Żabbar en Marsascala zijn straten naar haar vernoemd en in Tarxien is er een plein naar Barbara vernoemd

### Eerbetoon buiten Malta
- China: Eredoctoraat in de Wijsbegeerte en Pedagogiek aan de Universiteit van Peking.
- Volksrepubliek Bulgarije - de Stara Planina 1e Klasse met Lint;
- Democratische Volksrepubliek Korea de Orde van de Nationale Vlag, 1e Klasse
- Islamitische Republiek Pakistan: de Hishan-E-Pakistan